# Пансерайкос
„Пансерайкос“ (на гръцки: Μουσικός Γυμναστικός Σύλλογος Πανσερραϊκός 1946 Ποδοσφαιρική Ανώνυμη Εταιρεία (Μ.Γ.Σ. Πανσερραϊκός)) познат още като Пансерайкос 1946 е гръцки професионален футболен клуб от град Сяр (Серес), Централна Македония, Гърция.

## История
Основан е на 31 май 1964 година след сливането на „Ираклис“ и „Аполон“. Играе домакинските си мачове на Градския стадион, в Сяр с капацитет от 9 500 места. Основните клубни цветове са червено и бяло.
Отборът играе в Гръцката суперлига. Дебютът е през 1965 година.
Българинът Бойчо Величков е избран за чужденец № 1 в историята на тима.

## Успехи
- Алфа Етники/Гръцка Суперлига:
  - 8-о място(2): 1969/70, 1980/81
- Купа на Гърция:
  - 1/2 финалист (1): 2008/09
- Суперлига 2/Бета Етники (2 дивизия):
  -  Шампион (5): 1964/65, 1971/72, 1979/80, 2007/08, 2022/23
  -  2-ро място (3): 1984/85, 1986/87, 1988/89
- Гама Етники (3 дивизия):
  -  Шампион (3): 1993/94 (група 2), 2014/15 (група 1), 2019/20 (група 1)
  -  2-ро място (1): 1995/96 група 2)
  -  3-то място (1): 2013/14 (група 1), 2018/19 (група 1)
- Делта Етники (4 дивизия):
  -  Шампион (1): 2020

## Български футболисти
- Бойчо Величков: - 1987/89 - (58 мача - 39 гола)
- Стойчо Стоев: - 1989/92 - (44 мача - 4 гола)
- Николай Петрунов: - 1990/92 - (66 мача - 23 гола)
- Ивайло Панчев: - 1991/92 - (26 мача - 3 гола)
- Йордан Господинов: 2006-наем - (13 мача/0 гола)
- Йордан Тодоров: 2012/13 - (34 мача/3 гола)